# Subespacio cíclico
En matemáticas, álgebra lineal y análisis funcional, un subespacio cíclico es un subespacio especial de un espacio vectorial asociado con un vector en este y una transformación lineal  del espacio sobre sí mismo. El subespacio cíclico asociado a un vector v en un espacio vectorial V y a una transformación lineal T de V se denomina subespacio T-cíclico generado por v. 
El concepto de subespacio cíclico es un componente básico en la formulación del teorema de descomposición cíclica en álgebra lineal.

## Definición
Sea {\displaystyle T:V\rightarrow V} una transformación lineal de un espacio vectorial {\displaystyle V} y sea {\displaystyle v} un vector en {\displaystyle V}. El subespacio {\displaystyle T}-cíclico de {\displaystyle V} generado por {\displaystyle v}, denotado {\displaystyle Z(v;T)} es el subespacio de {\displaystyle V} generado por el conjunto de vectores {\displaystyle \{v,T(v),T^{2}(v),\ldots ,T^{r}(v),\ldots \}}. En el caso en que {\displaystyle V} sea un espacio vectorial topológico, el vector {\displaystyle v} se conoce como el vector cíclico para {\displaystyle T} si es que {\displaystyle Z(v;T)} es denso en {\displaystyle V}. Para el caso particular de espacios de dimensión finita, esto equivale a decir que {\displaystyle Z(v;T)} es todo el espacio {\displaystyle V}. 
Existe otra definición equivalente para espacio cíclico. Sea {\displaystyle T:V\rightarrow V} una transformación lineal de un espacio vectorial topológico sobre un campo {\displaystyle F} y sea {\displaystyle v} un vector en {\displaystyle V}, el conjunto de todos los vectores de la forma {\displaystyle g(T)v}, dónde {\displaystyle g(x)} es un polinomio en el anillo {\displaystyle F[x]} de todos los polinomios en {\displaystyle x} sobre {\displaystyle F}, es el subespacio {\displaystyle T}-cíclico generado por {\displaystyle v}. 
El subespacio {\displaystyle Z(v;T)} es un subespacio invariante para {\displaystyle T}, en el sentido de que {\displaystyle TZ(v;T)\subset Z(v;T)}.

### Ejemplos
1. Para cualquier espacio vectorial {\displaystyle V} y cualquier operador lineal {\displaystyle T} en {\displaystyle V}, el subespacio {\displaystyle T}-cíclico generado por el vector cero es el subespacio cero de {\displaystyle V}.

1. Si {\displaystyle I} es el  operador identidad entonces todo subespacio {\displaystyle I}-cíclico es unidimensional.
2. {\displaystyle Z(v;T)} es unidimensional si y solo si {\displaystyle v} es un vector característico (autovector) de {\displaystyle T}.

1. Sea {\displaystyle V} un espacio vectorial bidimensional y sea {\displaystyle T} el operador lineal en {\displaystyle V} representado por la matriz {\displaystyle {\begin{bmatrix}0&1\\0&0\end{bmatrix}}} relativa a la base canónica ordenada de {\displaystyle V}. Sea {\displaystyle v={\begin{bmatrix}0\\1\end{bmatrix}}}. Entonces {\displaystyle Tv={\begin{bmatrix}1\\0\end{bmatrix}},\quad T^{2}v=0,\ldots ,T^{r}v=0,\ldots }. Por lo tanto,{\displaystyle \{v,T(v),T^{2}(v),\ldots ,T^{r}(v),\ldots \}=\left\{{\begin{bmatrix}0\\1\end{bmatrix}},{\begin{bmatrix}1\\0\end{bmatrix}}\right\}} con lo cual {\displaystyle Z(v;T)=V}. Es decir, {\displaystyle v} es un vector cíclico de {\displaystyle T}.

## Matriz compañera
Sea {\displaystyle T:V\rightarrow V}  una transformación lineal de un espacio vectorial n-dimensional {\displaystyle V} sobre un campo {\displaystyle F} y sea {\displaystyle v} un vector cíclico para {\displaystyle T} . Entonces los vectores
{\displaystyle B=\{v_{1}=v,v_{2}=Tv,v_{3}=T^{2}v,\ldots v_{n}=T^{n-1}v\}}
forman una base ordenada para {\displaystyle V}. Sea el polinomio característico para {\displaystyle T}
{\displaystyle p(x)=c_{0}+c_{1}x+c_{2}x^{2}+\cdots +c_{n-1}x^{n-1}+x^{n}}.
Entonces
{\displaystyle {\begin{aligned}Tv_{1}&=v_{2}\\Tv_{2}&=v_{3}\\Tv_{3}&=v_{4}\\\vdots &\\Tv_{n-1}&=v_{n}\\Tv_{n}&=-c_{0}v_{1}-c_{1}v_{2}-\cdots c_{n-1}v_{n}\end{aligned}}}
Por lo tanto, el operador {\displaystyle T} relativo a la base ordenada {\displaystyle B} está representado por la matriz
{\displaystyle {\begin{bmatrix}0&0&0&\cdots &0&-c_{0}\\1&0&0&\ldots &0&-c_{1}\\0&1&0&\ldots &0&-c_{2}\\\vdots &&&&&\\0&0&0&\ldots &1&-c_{n-1}\end{bmatrix}}}
Esta matriz se conoce como matriz compañera del polinomio {\displaystyle p(x)}. 